# Gliese 436 b
Gliese 436 b (auch GJ 436 b) ist ein Exoplanet, der den Roten Zwerg Gliese 436 umkreist. Er ist ein Eisriese und möglicherweise ein sogenannter „Hot Neptune“. Gliese 436 b wurde von Geoffrey Marcy und R. Paul Butler im Jahr 2004 durch Messung der Radialgeschwindigkeit des Sterns entdeckt.

## Eigenschaften

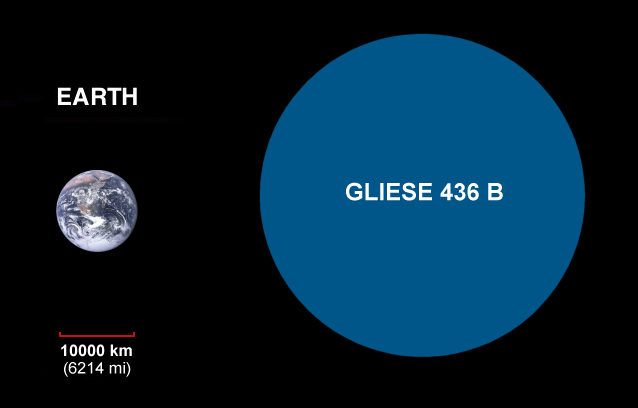
Größenvergleich zwischen der Erde und Gliese 436 b

Gliese 436 b umrundet sein Zentralgestirn in einem Abstand von lediglich 0,03 AE (rund 4,3 Mio. km) alle 2 Tage, 15 Stunden und 27 Minuten auf einer Bahn mit einer Exzentrizität von 0,15, seine Masse beträgt rund 0,072 Jupitermassen. Im Rahmen der Arbeiten mit dem Spitzer-Weltraumteleskop konnte der Durchmesser des Exoplaneten mithilfe der Transitmethode relativ genau auf 54.000 km (etwas mehr als der des Planeten Neptun) bestimmt werden. In Verbindung mit gängigen Planetenmodellen legen diese Daten einen Aufbau ähnlich dem des Neptun nahe.
Weil der Planet so heiß wird, entweicht ein Teil seiner Atmosphäre in den Weltraum und bildet eine kometenschweifähnliche Wolke. Etwa zwei Stunden bevor Gliese 436 b sich vor sein Zentralgestirn schiebt, beginnt eine Verdunklung des ultravioletten Lichts. Während des Durchgangs beträgt die Helligkeit des Roten Zwergs nur noch 44 % und nimmt danach allmählich wieder zu. Im sichtbaren Licht hingegen beträgt der Helligkeitsabfall lediglich 0,7 %. Bei diesem Prozess entweichen pro Sekunde etwa 100 bis 1000 Tonnen Wasserstoff.